# Bajan (taal)
Bajan (spreek uit: Bee-djun) of Barbadian English is een Creoolse taal die is gebaseerd op het Engels en wordt gesproken op Barbados. De taal is een vorm van Pidgin English of gebroken Engels, met het verschil dat het moedertaal-sprekers heeft. Verwante talen zijn het Jamaicaanse Patois, het Surinaamse Sranantongo, het Sierra Leoonse Krio en West-Afrikaans Pidgin Engels. Er zijn duidelijke verschillen met het Jamaicaanse Patois en in mindere mate met andere Antillen.
Het Bajan werd in 1995 door ongeveer 259.000 mensen gesproken. In 2018 is bekend dat het Bajan door 260.000 mensen werd gesproken.
De taal ontstond onder Afrikaanse slaven tijdens de slavernij. Afrikaanse talen hebben veel invloed gehad op de grammatica en gedeeltelijk ook de woordenschat. Net als op het Sranantongo, Krio en Patois heeft het Twi/Akan bijvoorbeeld een grote invloed gehad.